# Nona (film 2021)
Nona è un cortometraggio d'animazione del 2021 diretto da Louis Gonzales e prodotto dalla Pixar Animation Studios.

## Trama
Nona si sintonizza sul suo programma televisivo preferito, E.W.W. Smashdown Wrestling, una passione che condivideva con il defunto marito. All’improvviso sente bussare alla porta, e scopre che sua nipote Renee è stata lasciata lì da sua figlia. Nona cerca comunque di continuare a guardare il suo programma, ma la nipote Renee si mette in mezzo, facendola irritare.
Nona prova a distrarre Renee con dei pastelli, delle costruzioni, il suo cane, ma Renee riesce sempre a interromperla mentre cerca di guardare la televisione. Renee, in cerca di attenzione, nota cosa sta guardando la nonna e cerca di imitarlo saltando dalle scale. Nona corre a prenderla e, nel farlo, urta accidentalmente la televisione, rompendola. 
Per Nona, che aveva un legame emotivo con quel programma perché lo guardava insieme al marito, è un duro colpo, e scoppia in lacrime. Vedendo quanto sia triste, Renee imita un lottatore per farla sorridere, e insieme entrano in una sequenza di fantasia in cui le due si sfidano in un match di wrestling. Nona e Renee ridono insieme.
Nella scena dopo i titoli di coda, Nona è sul divano con il cane che dorme e Renee sdraiata su di lei, mentre va in onda lo show preferito di Renee, Kitty Kitty Dance Party. Nona cerca di prendere il telecomando, ma questo cade a terra, facendola innervosire.

## Distribuzione
Il cortometraggio è stato distribuito streaming il 17 settembre 2021 su Disney+.